# Menticirrhus elongatus
Menticirrhus elongatus es una especie de pez de la familia Sciaenidae en el orden de los Perciformes.

## Morfología
• Los machos pueden llegar alcanzar los 52 cm de longitud total.

## Alimentación
Come poliquetos, crustáceos y moluscos.

## Hábitat
Es un pez de clima tropical

## Distribución geográfica
Se encuentra en el Océano Pacífico oriental: desde México hasta el Perú.

## Observaciones
Es inofensivo para los humanos.

## Uso comercial
Es común en los mercados locales.